# Watergun
Az Watergun (magyarul: Vízipisztoly) a svájci Remo Forrer dala, mellyel Svájcot képviselte a 2023-as Eurovíziós Dalfesztiválon Liverpoolban. A dal belső kiválasztás során nyerte el a dalversenyen való indulás jogát.

## Eurovíziós Dalfesztivál
2023. február 20-án az SRG SSR bejelentette, hogy az énekes képviseli Svájcot az Eurovíziós Dalfesztiválon. A dalt a videoklippel együtt 2023. március 7-én mutatták be.
A dalfesztivál előtt Madridban és Amszterdamban eurovíziós rendezvényeken népszerűsítette versenydalát.
A dalt először a május 9-én megrendezett első elődöntőben fellépési sorrendben nyolcadikként adta elő, a Horvátországot képviselő Let 3 Mama ŠČ! című dala után és az Izraelt képviselő Noa Kirel Unicorn című dala előtt. Az elődöntőből hetedik helyezettként sikeresen továbbjutott a május 13-i döntőbe, ahol fellépési sorrendben harmadikként lépett fel, a Portugáliát képviselő Mimicat Ai coração című dala után és a Lengyelországot képviselő Blanka Solo című dala előtt. A zsűri szavazáson a tizennegyedik helyen végzett 61 ponttal, míg a nézői szavazáson a tizennyolcadik helyen végzett 31 ponttal, így összesítésben 92 ponttal a verseny huszadik helyezettje lett.
A következő svájci induló Nemo The Code című dala lesz a 2024-es Eurovíziós Dalfesztiválon.

### Kapott pontok
Első elődöntő
| Szavazat | Össz | Szavazó országok | Szavazó országok | Szavazó országok | Szavazó országok | Szavazó országok | Szavazó országok | Szavazó országok | Szavazó országok | Szavazó országok | Szavazó országok | Szavazó országok | Szavazó országok | Szavazó országok | Szavazó országok | Szavazó országok | Szavazó országok | Szavazó országok | Szavazó országok    | Szavazó országok |
| Szavazat | Össz | Norvégia         | Málta            | Szerbia          | Lettország       | Portugália       | Írország         | Horvátország     | Izrael           | Moldova          | Svédország       | Azerbajdzsán     | Csehország       | Hollandia        | Finnország       | Franciaország    | Németország      | Olaszország      | A Világ többi része |                  |
| -------- | ---- | ---------------- | ---------------- | ---------------- | ---------------- | ---------------- | ---------------- | ---------------- | ---------------- | ---------------- | ---------------- | ---------------- | ---------------- | ---------------- | ---------------- | ---------------- | ---------------- | ---------------- | ------------------- | ---------------- |
| Nézők    | 97   | 8                | 6                | 1                | 3                | 5                | 7                | 2                | 4                | 7                | 8                | 7                | 5                | 8                | 8                | 6                | 8                | 4                |                     |                  |

Döntő
| Zsűri | 61 |  | 4 |  | 6 | 6 |  |  |  | 4 | 4 | 3 | 10 |  |   | 2 |  |   |   | 2 |  |  |  | 2 | 2 |  |   |  |  | 6 |  |  | 1 | 2 | 7 |  |  |  |
| Nézők | 31 |  | 1 |  |   |   |  |  |  | 1 | 2 |   | 1  |  | 3 |   |  | 4 | 2 |   |  |  |  |   | 5 |  | 4 |  |  | 8 |  |  |   |   |   |  |  |  |

## Háttér
A dalt egy erőteljes balladaként írják le, amely a világon történő konfliktusokkal szembeni erőtlenségről szól. Egy cikkben Forrer azt nyilatkozta, hogy "a generációmnak a döntések következményeivel kell élnie, amelyeket nem mi hoztunk. Ez frusztráló, de még mindig remélem, hogy lehetséges változtatni ezen." A dal továbbá értelmezhető egy felhívásnak a békére is."

## Galéria

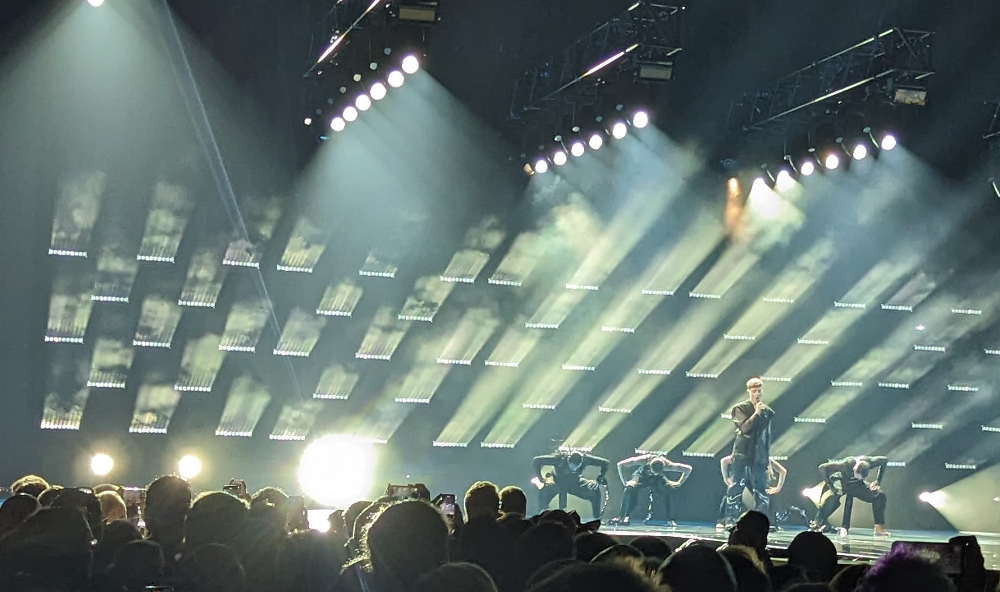
Az elődöntőben
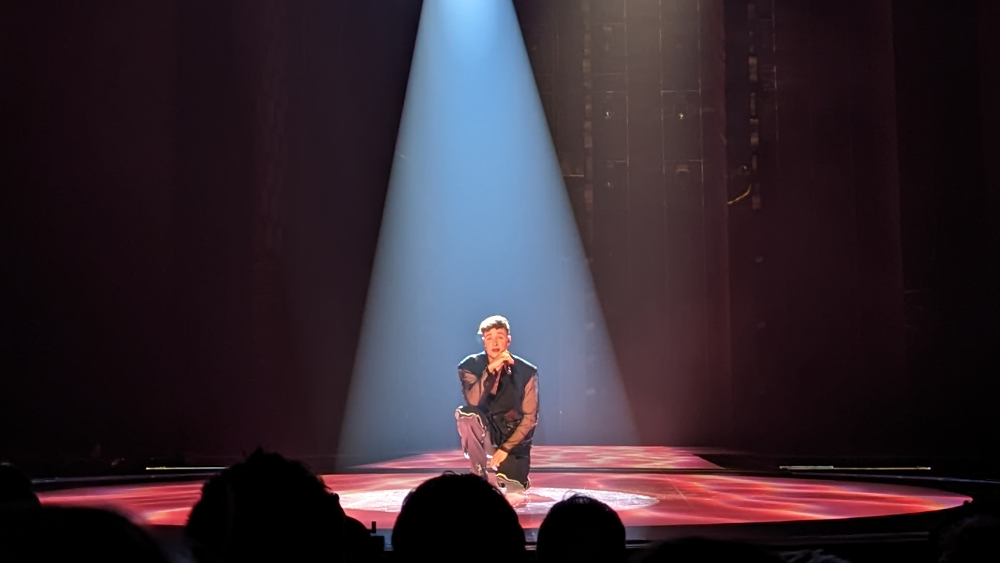
A döntőben